# Grzegorz Stellak
[[Archivo:|miniaturadeimagen|Grzegorz Stellak]]
Grzegorz Józef Stellak (Płock, 11 de marzo de 1951-Płock, 17 de noviembre de 2023) fue un deportista polaco que compitió en remo.
Participó en tres Juegos Olímpicos de Verano entre los años 1972 y 1980, obteniendo una medalla de bronce en Moscú 1980 en la prueba de cuatro con timonel. Ganó una medalla de plata en el Campeonato Mundial de Remo de 1975.

## Palmarés internacional
| Juegos Olímpicos   | Juegos Olímpicos         | Juegos Olímpicos  | Juegos Olímpicos   |
| Año                | Lugar                    | Medalla           | Prueba             |
| ------------------ | ------------------------ | ----------------- | ------------------ |
| 1980               | Moscú (URSS)             | Medalla de bronce | Cuatro con timonel |
| Campeonato Mundial |                          |                   |                    |
| Año                | Lugar                    | Medalla           | Prueba             |
| 1975               | Nottingham (Reino Unido) | Medalla de plata  | Dos con timonel    |